# Lomaptera hyalina
Lomaptera hyalina är en skalbaggsart som beskrevs av Moser 1908. Lomaptera hyalina ingår i släktet Lomaptera och familjen Cetoniidae. Utöver nominatformen finns också underarten L. h. queenslandiana.